# Ла-Мот (Кот-д’Армор)
Ла-Мот (фр. La Motte, брет. ar Voudenn, галло La Mott) — коммуна во Франции, находится в регионе Бретань. Департамент — Кот-д’Армор. Входит в состав кантона Мюр-де-Бретань. Округ коммуны — Сен-Бриё.
Код INSEE коммуны — 22155.

## География
Коммуна расположена приблизительно в 380 км к западу от Парижа, в 80 км западнее Ренна, в 31 км к югу от Сен-Бриё.

## Население
Население коммуны на 2016 год составляло 2 130 человек.
| 1962 | 1968 | 1975 | 1982 | 1990 | 1999 | 2008 | 2016 |
| ---- | ---- | ---- | ---- | ---- | ---- | ---- | ---- |
| 1441 | 1473 | 1536 | 1834 | 1838 | 1773 | 2018 | 2130 |

## Администрация
| Период | Период | Фамилия          | Партия                  | Примечания                       |
| ------ | ------ | ---------------- | ----------------------- | -------------------------------- |
| 1983   | 2001   | Жозеф Юдо        |                         | коммерсант                       |
| 2001   | 2016   | Жан-Пьер Гийере  | Коммунистическая партия | фермер                           |
| 2016   |        | Сильви Мальструа |                         | работник дошкольного образования |

## Экономика
В 2007 году среди 1244 человек в трудоспособном возрасте (15—64 лет) 929 были экономически активными, 315 — неактивными (показатель активности — 74,7 %, в 1999 году было 72,2 %). Из 929 активных работали 878 человек (475 мужчин и 403 женщины), безработных было 51 (22 мужчины и 29 женщин). Среди 315 неактивных 103 человека были учениками или студентами, 144 — пенсионерами, 68 были неактивными по другим причинам.

## Фотогалерея

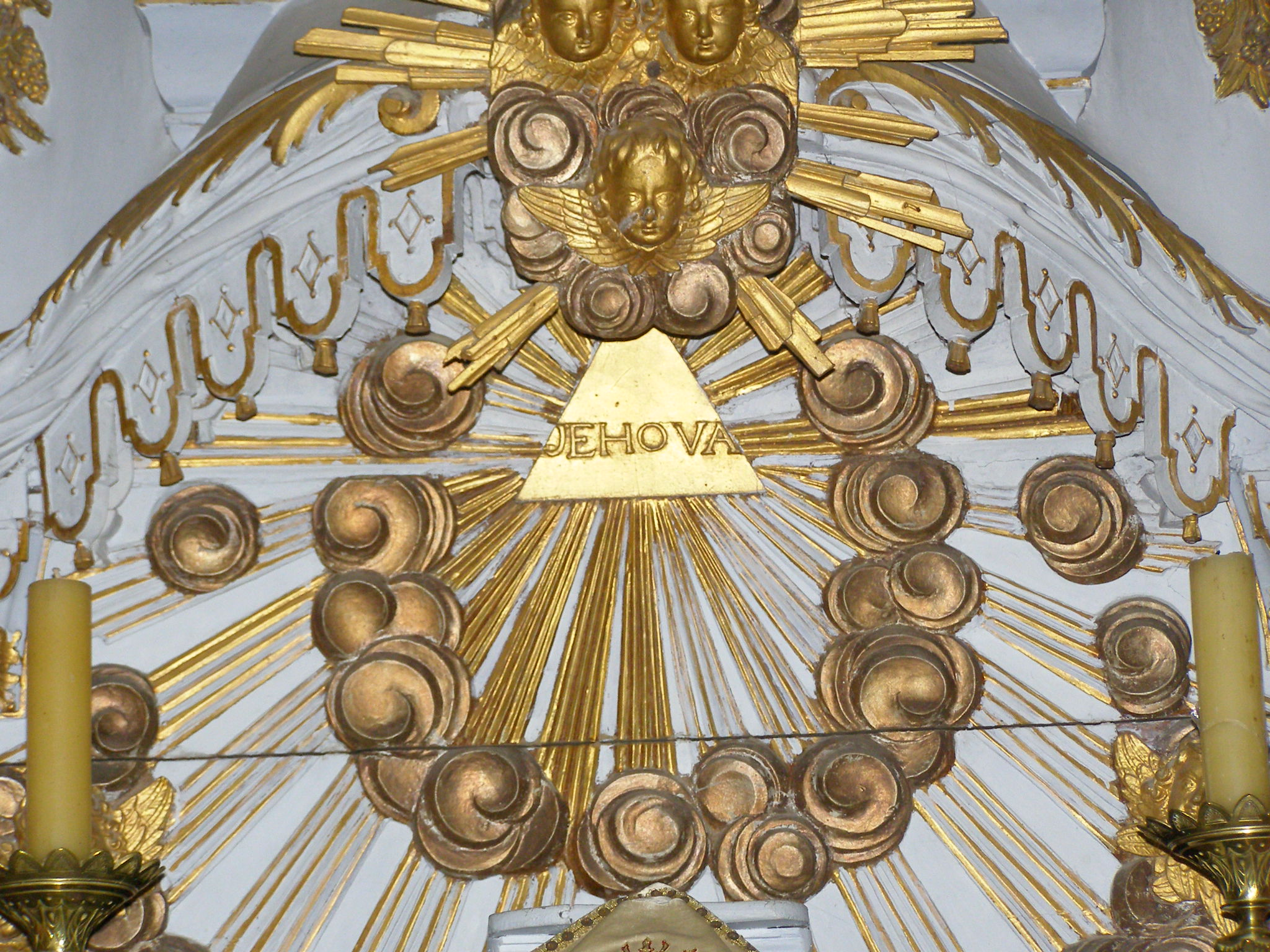
Церковь Сен-Венсан-Феррьер
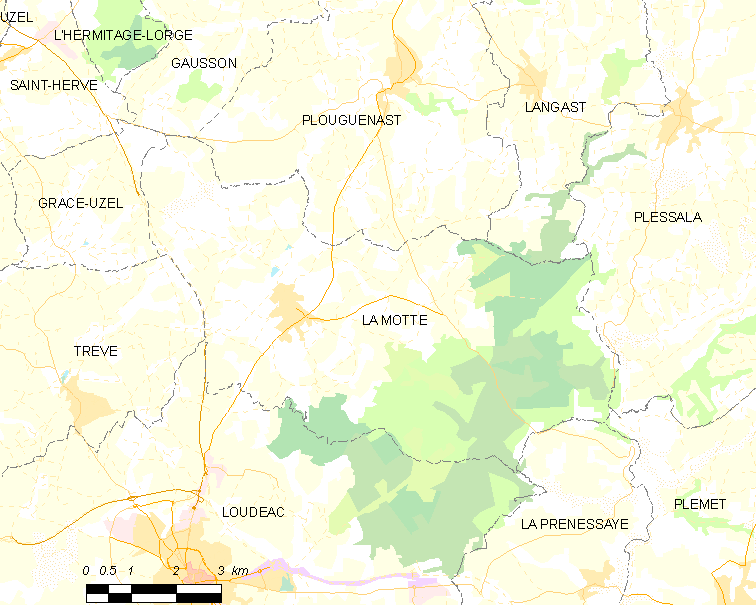
Карта коммуны